# Vyšné Remety
Vyšné Remety (em húngaro: Jeszenőremete) é um município da Eslováquia, situado no distrito de Sobrance, na região de Košice. Tem 5,36 km² de área e sua população em 2018 foi estimada em 409 habitantes.

## Demografia
| Ano:        | 1994 | 2004   | 2014   | 2024   |
| ----------- | ---- | ------ | ------ | ------ |
| Broj ljudi: | 435  | 420    | 413    | 387    |
| Razlika:    |      | -3,44% | -1,66% | -6,29% |

| Ano:               | 2023 | 2024   |
| ------------------ | ---- | ------ |
| Número de pessoas: | 388  | 387    |
| Diferença:         |      | -0,25% |